# Замок Лалворт
Лалворт (англ. Lulworth Castle) — Замок Лулворт в Восточном Лулворте, графство Дорсет, Англия, расположенный к югу от деревни Вул, представляет собой охотничий домик начала XVII века, построенный в стиле укрепленного замка эпохи возрождения, одно из пяти сохранившихся елизаветинских или якобинских зданий такого типа. Он внесен в список памятников истории Англии, внесенных в реестр. Он также внесен в список I класса.Интерьер каменного здания в стиле Адама 18-го века был разрушен пожаром в 1929 году, но в настоящее время восстановлен и служит музеем. Замок расположен в парке Лулворт на территории поместья Лулворт. Парк и сады, окружающие замок, относятся ко второй категории списка памятников истории Англии.

## История замка
При короле Якове I на месте замка простирались охотничьи угодья вельможного рода Говардов. Усадебный дом выстроил в 1610 году внук герцога Норфолка, планировавший останавливаться здесь с друзьями во время охоты.
В 1641 году замок выкупил у Говардов купец Хамфри Вельд, и на протяжении последующих поколений Лалвортом владели его потомки. После Великой Французской революции замок был предоставлен в распоряжение членов правящего дома Бурбонов, вынужденных покинуть пределы Франции.

## Современное состояние
В 1929 году замок сгорел, после чего был заброшен в плачевном состоянии. Его реконструкцией в 1970-е годы занялся фонд «Английское наследие». Реставрационные работы продолжались до 1998 года.
Замок открыт для посещения в качестве музея ежедневно, кроме субботы, на протяжении всего года. С 2008 года на территории усадьбы проходит ежегодный музыкальный фестиваль.